# Molinillo (Spanyolország)
Molinillo egy község Spanyolországban, Salamanca tartományban. Molinillo Santibáñez de la Sierra, Cristóbal, Colmenar de Montemayor, Pinedas, Miranda del Castañar és Garcibuey községekkel határos. Lakosainak száma 43 fő (2024).

## Népesség
A település népessége az elmúlt években az alábbi módon változott:
| Lakosok száma | 81   | 70   | 65   | 55   | 54   | 60   | 42   | 39   | 43   | 43   |
|               | 2001 | 2004 | 2007 | 2009 | 2012 | 2014 | 2017 | 2019 | 2022 | 2024 |